# Benton Ridge (Ohio)
Benton Ridge es una villa ubicada en el condado de Hancock en el estado estadounidense de Ohio. En el Censo de 2010 tenía una población de 299 habitantes y una densidad poblacional de 336,57 personas por km².

## Geografía
Benton Ridge se encuentra ubicada en las coordenadas 41°0′15″N 83°47′34″O / 41.00417, -83.79278. Según la Oficina del Censo de los Estados Unidos, Benton Ridge tiene una superficie total de 0.89 km², de la cual 0.89 km² corresponden a tierra firme y (0%) 0 km² es agua.

## Demografía
Según el censo de 2010, había 299 personas residiendo en Benton Ridge. La densidad de población era de 336,57 hab./km². De los 299 habitantes, Benton Ridge estaba compuesto por el 95.65% blancos, el 0% eran afroamericanos, el 0.67% eran amerindios, el 0% eran asiáticos, el 0% eran isleños del Pacífico, el 1.67% eran de otras razas y el 2.01% pertenecían a dos o más razas. Del total de la población el 2.01% eran hispanos o latinos de cualquier raza.